# Jean-Pierre Hallet
Jean-Pierre Hallet (4 augustus 1927 – 1 januari 2004) was een Belgische antropoloog en mensenrechtenactivist, bekend door zijn inzet voor de Efé (Mbuti) pygmeeën van het Ituri-regenwoud.
Hallet schreef een autobiografisch boek Congo Kitabu gepubliceerd in 1964. Hij stichtte het Pygmy Fund dat zich inzet voor de Pygmeeën. Hij schreef nog andere boeken zoals Pygmy Kitabu, het relaas van zijn leven met de Efé pygmeeën en Animal Kitabu, een boek dat handelt over zijn uitzonderlijke collectie dieren uit het Kongogebied en Kenia.
Zijn vader was André Hallet, een bekende schilder die 5000 schilderijen maakte over Afrika in 50 jaar. Jean-Pierre zelf keerde op zijn zesde uit Afrika terug naar België. Hij studeerde landbouwkunde en sociologie aan de Universiteit van Brussel (1945-1946) en aan de Sorbonne in 1947-1948. Zijn bedoeling was om terug te keren naar Afrika om te werken met de lokale bevolking. Van 1948 tot 1958 werkte hij als landbouwkundige in Belgisch-Kongo voor het ministerie van Koloniën. Hij verzamelde een grote kunstcollectie tijdens zijn verblijf in Afrika. Hallet schonk veel van zijn Centraal-Afrikaanse kunst collectie aan de UCLA African Art exhibit tegenwoordig onderdeel van UCLA's Fowler Museum.
Dr. Hallet en zijn familie hadden de grootste Centraal-Afrikaanse kunstwinkel in de Verenigde Staten te Santa Monica in Californië. De opbrengst van de verkoop werd gebruikt om de Efé Pygmeeën te steunen. Hallet werd vereerd met de Orde van de Luipaard in Zaïre (nu de Democratische Republiek Congo) voor zijn inzet voor de Efé.